# Banco de Argelia
El Banco de Argelia (en árabe: بنك الجزائر‎, en francés: Banque d'Algérie) es el banco central de Argelia. El banco se encuentra en Argel y su actual gobernador es Salah Eddine Taleb.
El Banco de Argelia establece las condiciones bajo las cuales los bancos y las instituciones financieras argelinas y extranjeras pueden operar en Argelia. Establece, además, las condiciones bajo las cuales la autorización puede ser modificada o retirada.
La organización del banco incluye el Conseil de la Monnaie et du Crédit, la Comisión Bancaria y el Banco de Argelia en sí.